# Луватнет
Луватнет (норв. Lovatnet), также Лоэнватнет — озеро ледникового происхождения в коммуне Стрюн в фюльке Вестланн, Норвегия.

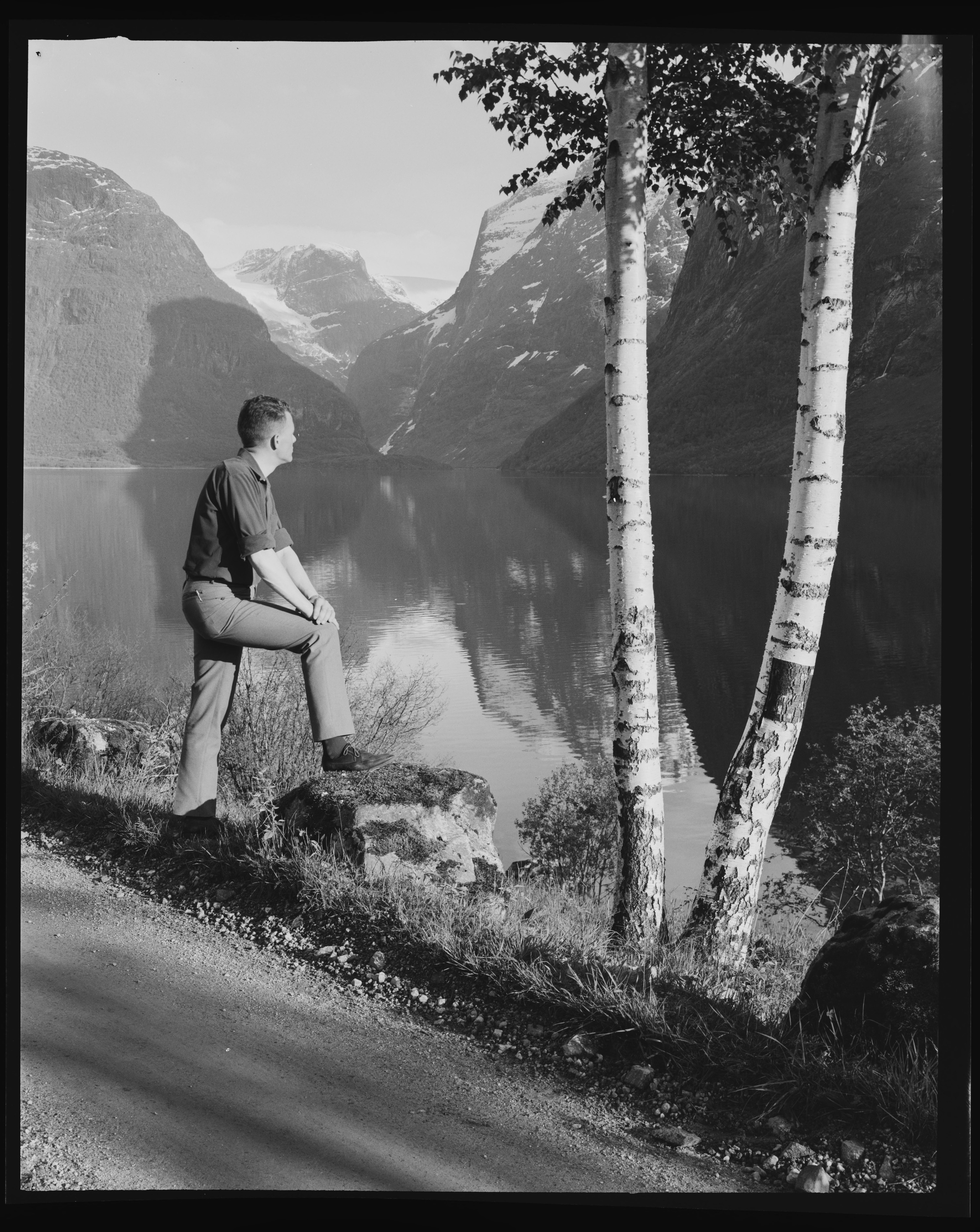
На берегу озера Луватнет

## Географические характеристики

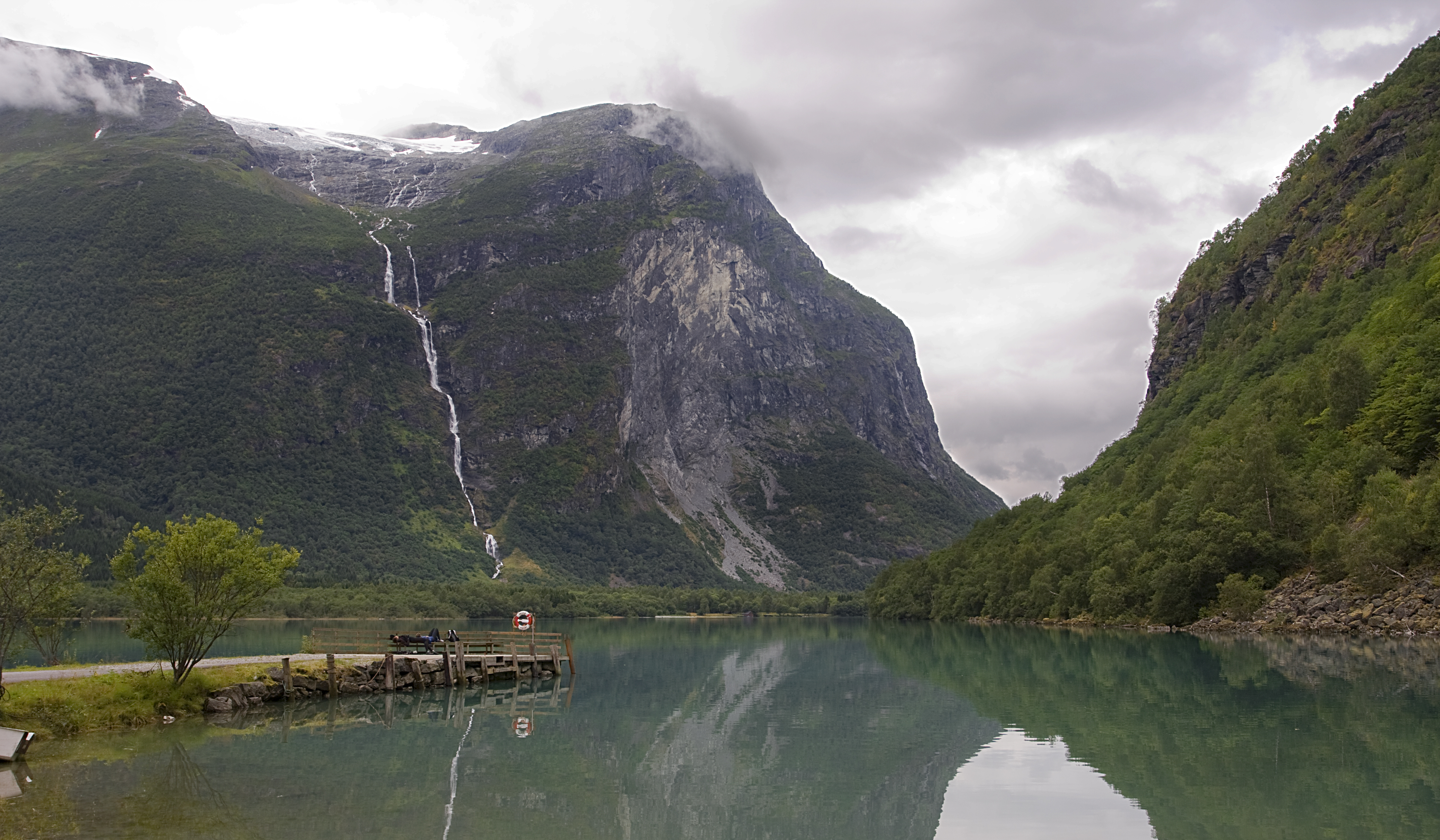
Гора Рамнефьеллет и водопад Рамнефьеллфоссен возле озера

Озеро расположено примерно в 2 километрах к юго-востоку от деревни Лоен и примерно в 6 километрах к востоку от деревни Ольден, а также в 2 километрах к юго-западу от горы Ско́ла. Питание озера в основном происходит через один из самых высоких водопадов в мире — Рамнефьелльсфоссен, высотой около 800 метров, который берёт начало от горных ледников Юстедалсбреэн и Тинфьелбреэн. Из самого озера вытекает река Лоэльва, впадающая в Нур-фьорд.

## История

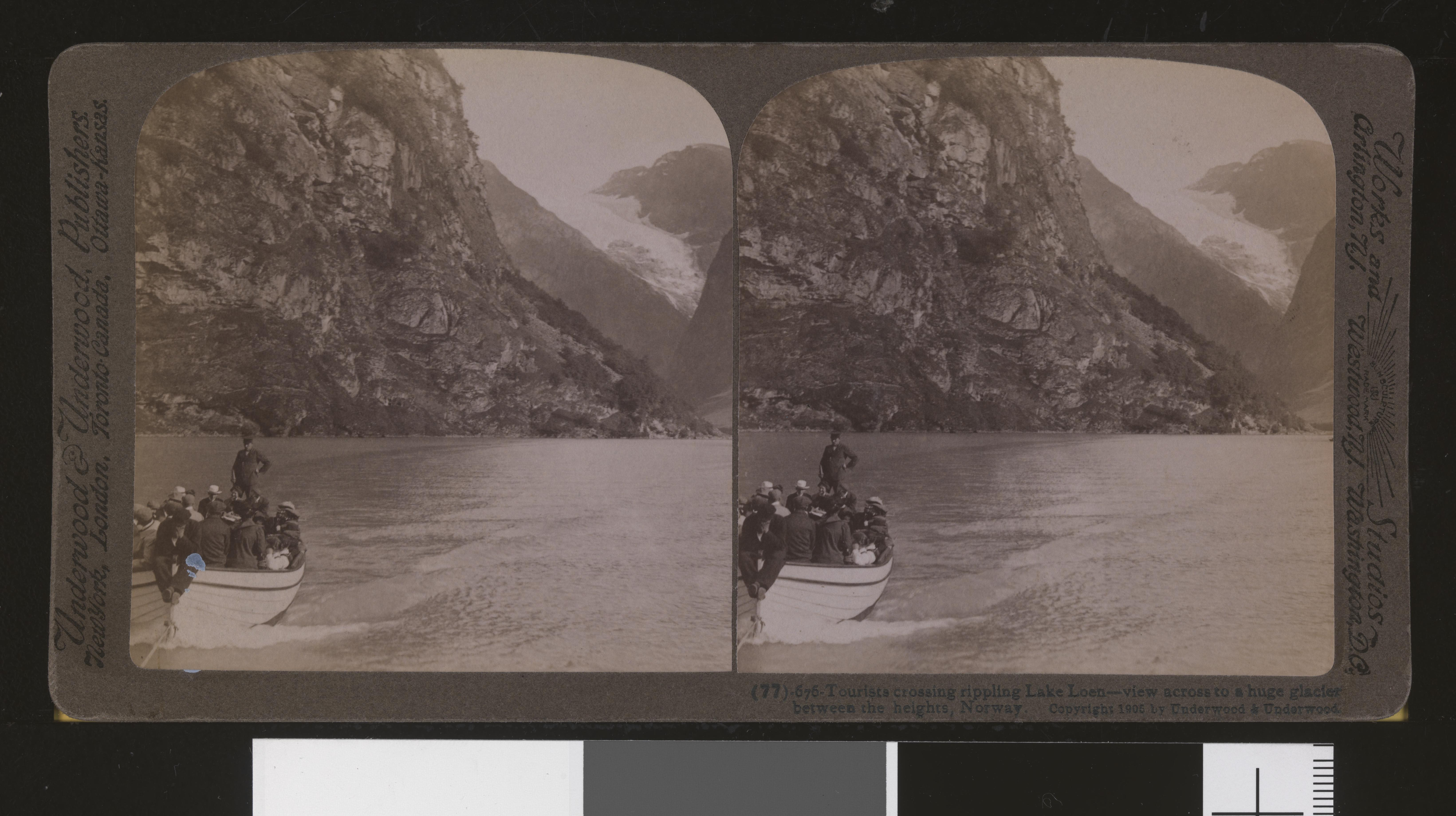
Вид на горный ледник

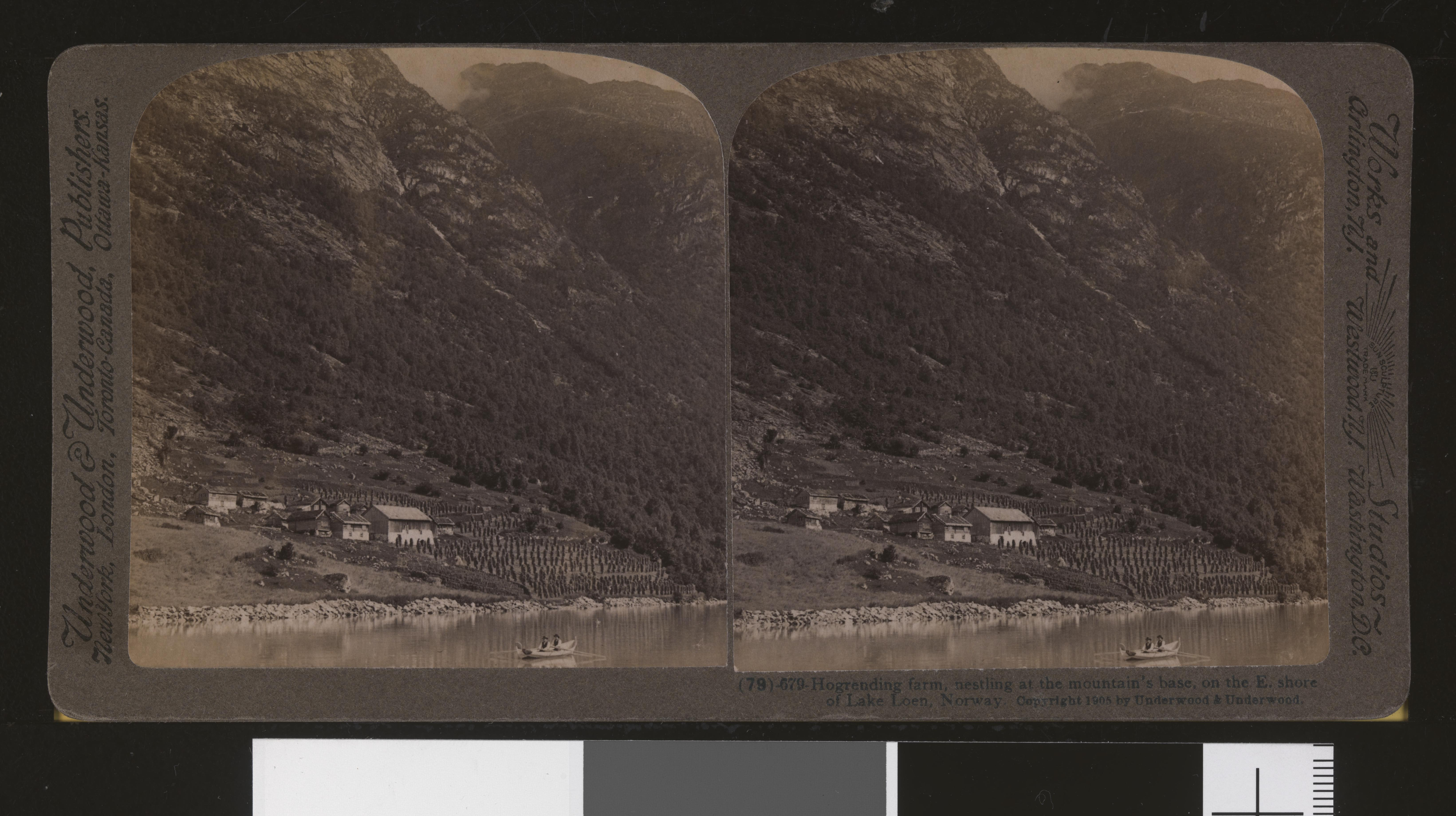
Ферма Хогрединг, расположенная у подножья горы

В 1905 и 1936 годах на южном берегу озера с горы Рамнефьеллет сходили оползни, вызвавшие крупные цунами. 15 января 1905 года оползень объёмом 350 000 кубических метра сошёл в озеро с высоты 500 метров, вызвав три мегацунами высотой до 40,5 метров. Волны разрушили деревни Медаль и Несдал на южном берегу озера. В результате трагедии погиб 61 человек, было уничтожено 60 домов, около 80 лодок, в том числе туристическая лодка «Лодален», которую волной выбросило на берег на 300 метров. На северной оконечности озера волна высотой около 6 метров разрушила мост.
Геологи, изучавшие событие 1905 года, пришли к выводу, что риск повторения подобных оползней небольшой, поэтому населённые пункты вдоль побережья были восстановлены. Однако 13 сентября 1936 года ситуация повторилась в большем масштабе. Оползень в 1 миллион кубических метров сошёл с высоты 800 метров, вызвав три мегацунами высотой до 74 метров. Волны разрушили все фермы в Бёдале и большинство ферм в Несдале, также было смыто 100 домов, разрушены мосты, электростанция, несколько зерновых заводов, промышленные предприятия, школа, рестораны, все лодки на озере. Обломки разбитой в 1905 году лодки «Лодален» были отброшены ещё на 150 метров вглубь суши. Волна в 12,6 метров достигла северной оконечности озера, вызвав разрушительное наводнение на реке Лоэльва. В результате происшествия погибли 74 человека, 11 получили серьёзные ранения, после чего остаток населения покинул этот район.

## Галерея

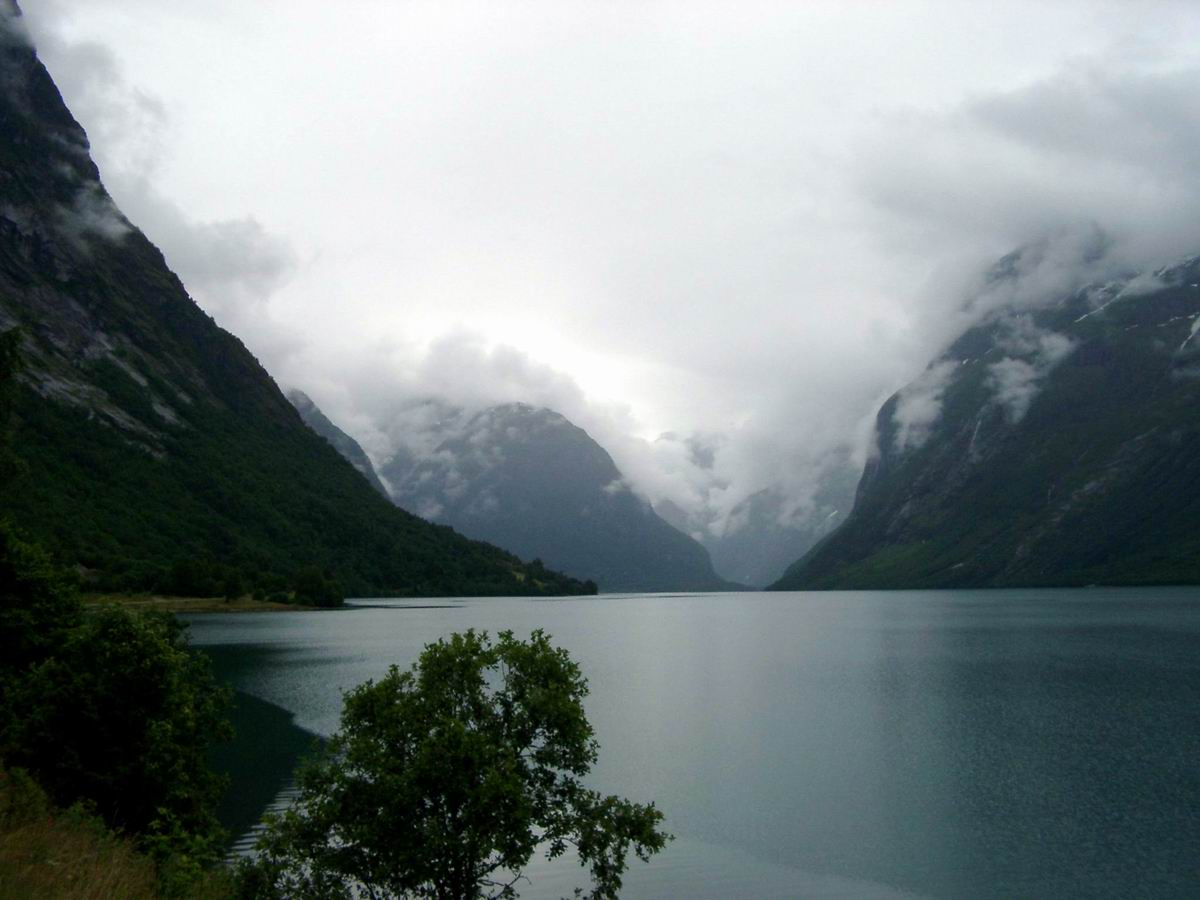
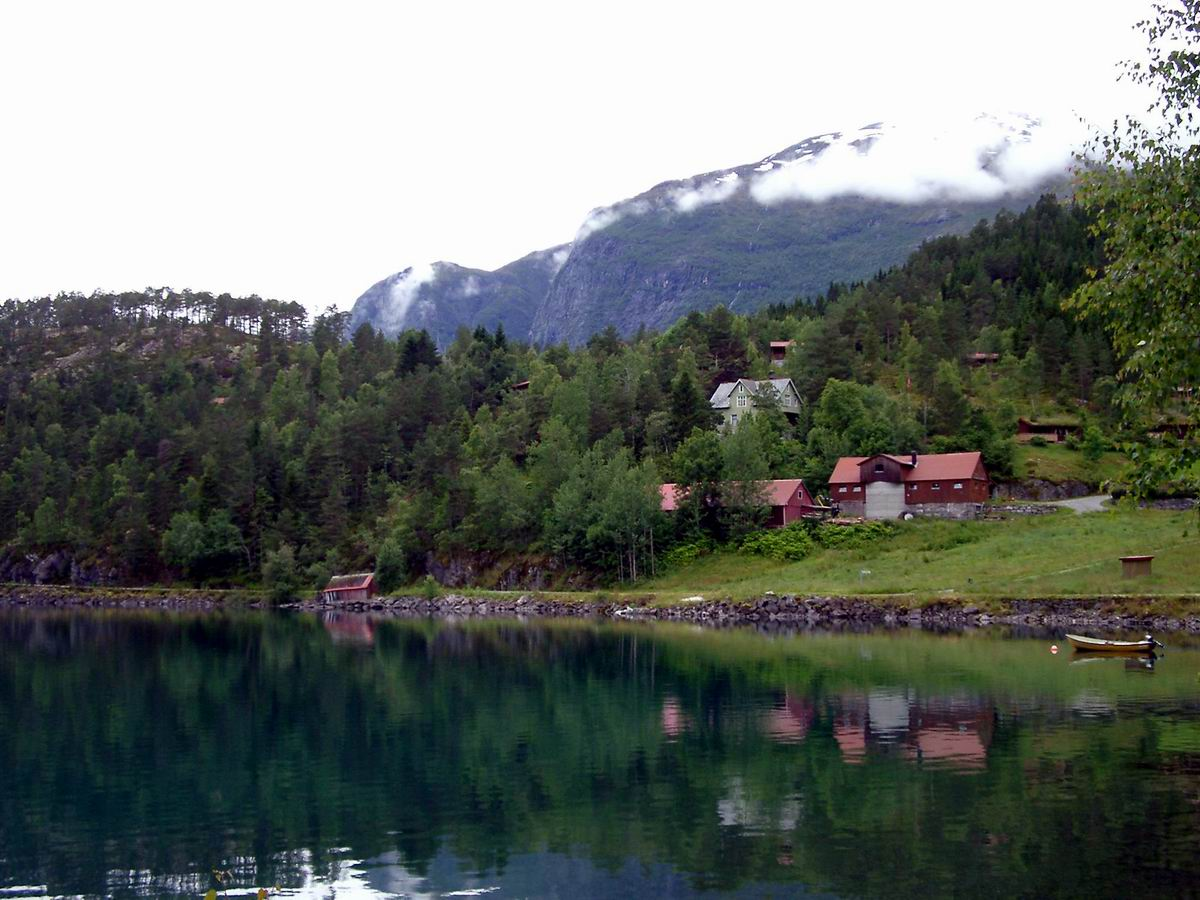
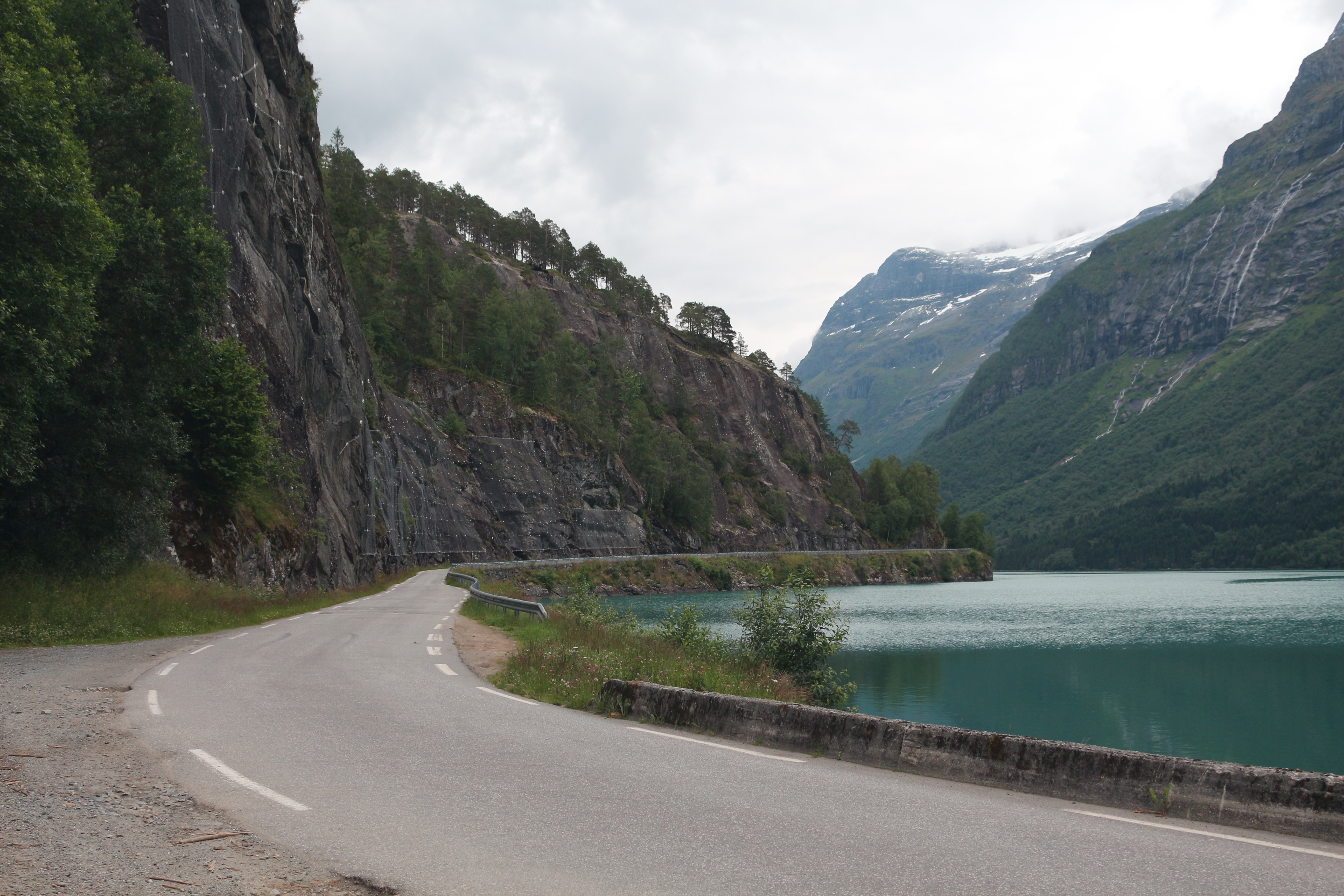
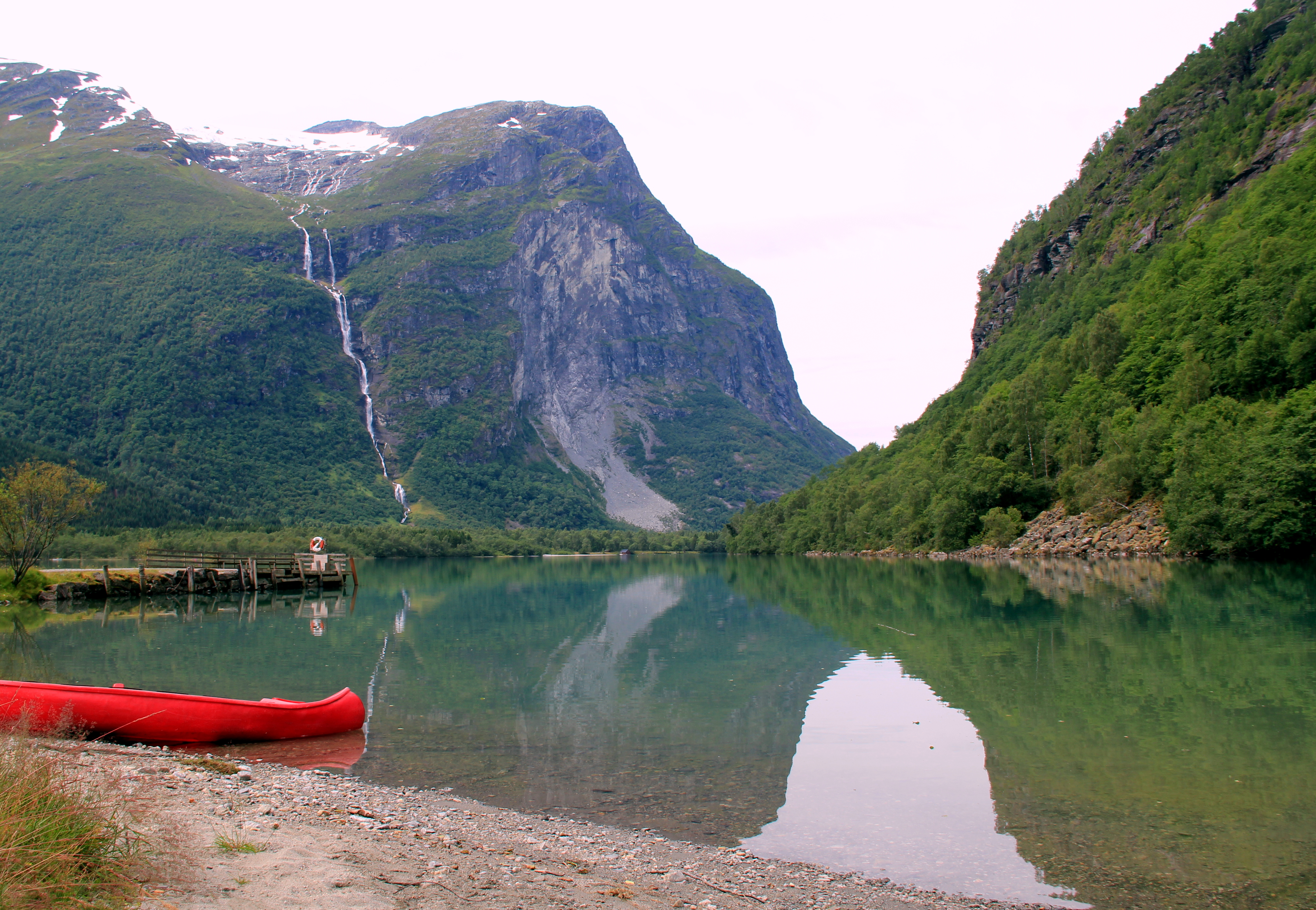
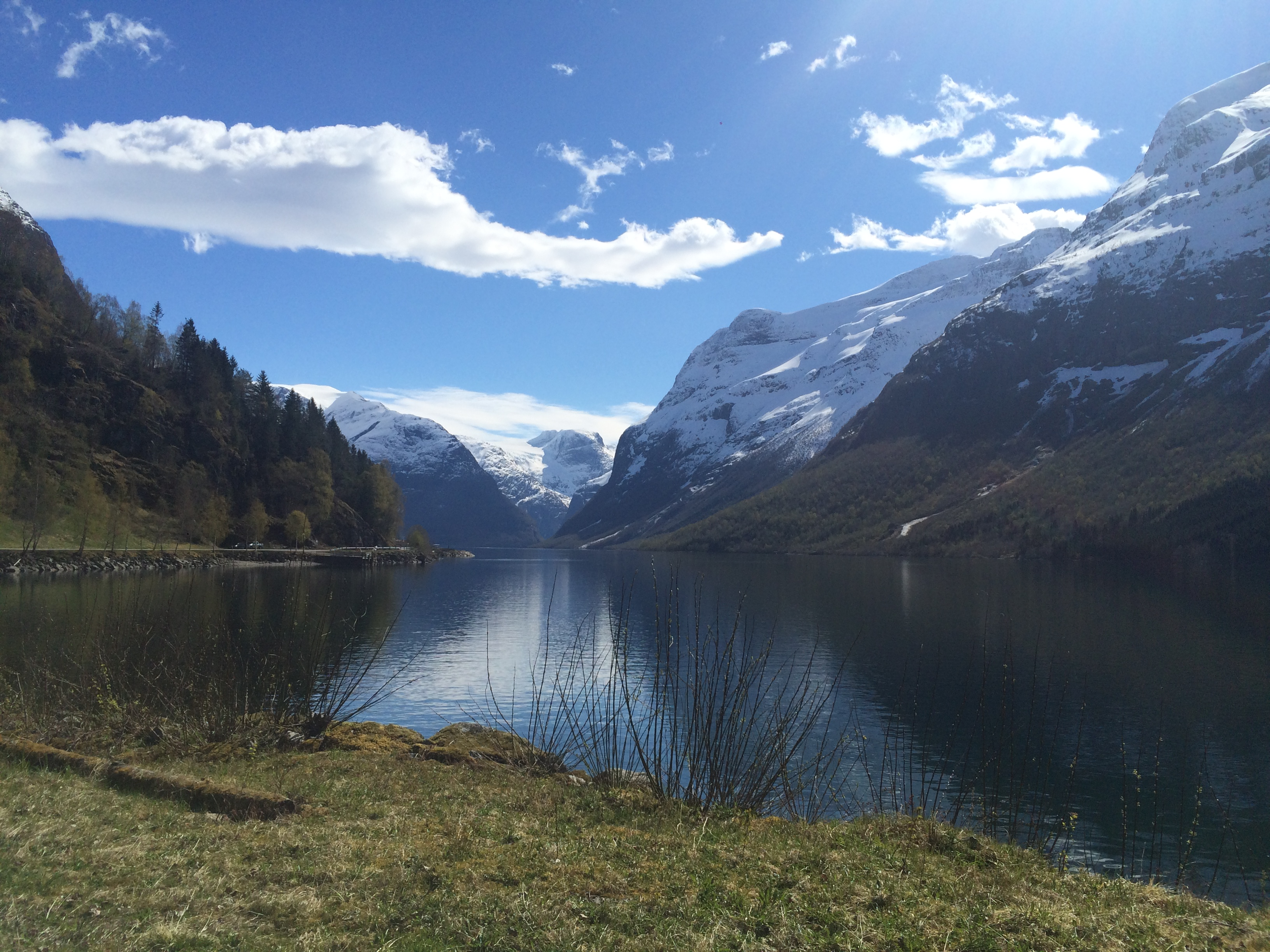
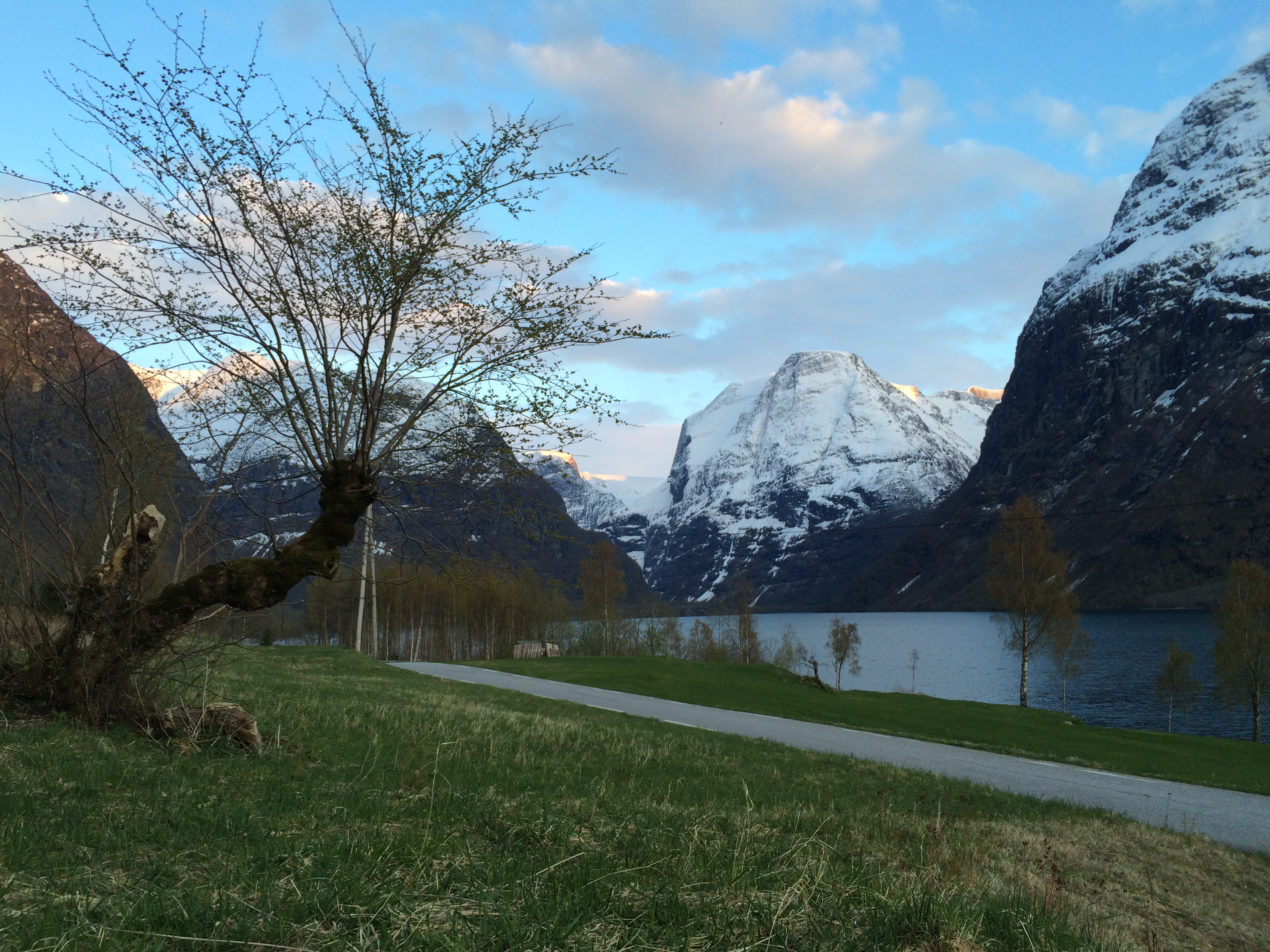